# 东尖嘴吸蜜鸟
東尖嘴吸蜜鳥（學名：Acanthorhynchus Tenuirostris）是一種在澳大利亞東南部森林及林區發現的吸蜜鳥，同時該鳥在悉尼及墨爾本的城市花園地帶也有分佈。東尖嘴吸蜜鳥長約15釐米；羽毛是鮮明的黑色、白色及栗色；眼睛為紅色；鳥喙向下彎曲。

## 分類
最初在1802年時，鳥類學家约翰·莱瑟姆將這種鳥命名為“東尖嘴旋木雀”（Certhia Tenuirostris）。它同西澳大利亞發現的西尖嘴吸蜜鳥同是尖嘴吸蜜鸟属（Acanthorhynchus），而尖嘴吸蜜鸟属也僅僅只有這兩種鳥類。跟其他吸蜜鳥一樣，東尖嘴吸蜜鳥也屬於吸蜜鳥科。根據最近的DNA研究發現，雀形目下的吸蜜鳥科鳥類與斑啄果鸟科鳥類（例如：澳大利亞知更鳥）夠具有鴉總科鳥類的特性，因而有生物學家正在考慮重新定義鴉總科。

## 簡介
雄性东尖嘴吸蜜鸟通常身長13至16釐米，其頭部為黑色，并有一個狹長并向下彎曲的鳥喙；前頸為白底羽毛并綴有一塊紅色補丁狀羽毛；眼睛為紅色的虹膜。它的后頸部為棕紅色；背部為灰褐色；腹部為淡肉桂色。黑色的尾巴上有白色的橫向條紋。雌性东尖嘴吸蜜鸟及雛鳥的顏色比較單調，而且體型也要小很多。东尖嘴吸蜜鸟的叫聲急促且尖銳。

## 分佈及棲息地
东尖嘴吸蜜鸟常在乾燥的硬葉森林、灌木林和石楠荒野被發現，它們分佈于北昆士蘭地區南部的庫克敦（Cooktown）、新南威爾士州大分水岭東部地區、維多利亞州、南澳大利亞州東部的富林德斯山脉（Flinders Ranges）地區和整個塔斯马尼亚州。东尖嘴吸蜜鸟適應性極強，在有充足植被覆蓋和食物來源的城市公園內也可以生存。

## 繁殖
东尖嘴吸蜜鸟的繁殖季节从8月一直持续到12月，每对东尖嘴吸蜜鸟会产下一到两窝雏鸟。鸟巢一般是以草或树皮搭建的杯型建筑，内衬羽毛。东尖嘴吸蜜鸟的鸟巢一般搭建在灌木丛或浓密的小乔木上。东尖嘴吸蜜鸟一窝会产下1到4枚蛋，多数为2枚。蛋为粉色并点缀有酱色斑点，斑点为17×13毫米大小。东尖嘴吸蜜鸟鸟蛋由母鸟孵化，需要13到16天；雏鸟孵化出来后有雌鸟、雄鸟共同养育并清理粪便。

## 飲食
东尖嘴吸蜜鸟的食物以花蜜为主，包括桉树、欧石楠班克木、斑克木等植物的花朵；当然它们也采食小型昆虫及其他无脊椎动物。现在，东尖嘴吸蜜鸟也能食用一些澳洲外来植物的花蜜，例如：倒挂金钟。